# Мержанов, Мирон Тарасович
Мирон Тарасович Мержанов (1887—1978) — советский учёный-вагоностроитель. Заслуженный деятель науки и техники РСФСР (1947).

## Биография
Родился 10 февраля 1887 года в Краснодаре в семье служащего.
В 1915 году окончил Харьковский технологический институт, получив звание инженера-технолога. Работал инженером Тамбовских вагонных мастерских, где внедрил поточное производство снарядов.
С 1916 г. начальник вагонных мастерских на Брянском заводе (после революции — «Красный Профинтерн»), на котором в числе прочего выпускали и ремонтировали бронепоезда.
В 1928 г. организовал поточное производство большегрузных вагонов с узловым методом сборки.
В 1930 г. в командирован в США для изучения железнодорожного производства. По итогам поездки написал книгу «Вагоностроение на заводах Америки».
Доцент (1930), профессор (1939), в 1931—1959 зав. кафедрой вагоностроения Брянского института транспортного машиностроения (в 1941—1944 в эвакуации в Нижнем Тагиле). Читал курсы «Экономика машиностроительной промышленности», «Организация производства», «Технология вагоностроения».
Написал разделы для справочника по вагоностроению: «Производство большегрузных вагонов», «Производство изотермических вагонов», «Производство цистерн».

## Награды и звания
- Заслуженный деятель науки и техники РСФСР (1947)
- 2 ордена Трудового Красного Знамени (в том числе 21.03.1947)
- медали